# Тоутоваї скельний
Тоутоваї скельний (Petroica archboldi) — вид горобцеподібних птахів родини тоутоваєвих (Petroicidae). Ендемік Західної Нової Гвінеї.

## Таксономія
Скельний тоутоваї був описаний канадським орнітологом Остіном Лумером Рендом в 1940 році за голотипом, отриманим на горі Пунчак-Трикора. Новий вид отримав латинську назву Petroica archboldi, на честь керівника експедиції, в складі якої був Ренд, Річарда Арчболда.

## Опис
Скельний тоутоваї досягає довжини 14 см. Забарвлення темно-сіре або чорне. У самців голова і шия темно-сірого кольору з легким рожевим відтінком на потилиці. У дорослих птахів на лобі біла пляма. На грудях велика руда пляма, відсутня у молодих птахів. Самки відрізняються світлішим кольором верхньої частини тіла, менш яскравою плямою на грудях і дещо меншими розмірами тіла.

## Поширення і екологія
Скельний тоутоваї є ендеміком Західної Нової Гвінеї. Він був знайдений лише на двох піках Нової Гвінеї- на Пунчак-Джаї і на Пунчак-Трикорі, на висоті 3850–4550 м над рівнем моря, що набагато вище за верхню межу лісу. Він мешкає на кам'янистих схилах і осипах.

## Поведінка
Скельний тоутоваї харчується комахами. Він полює на них серед скель і каміння. Мешкає в зграях від 3 до 6 птахів. Імовірно, сезон розмноження триває з грудня по лютий.